# Bibliografi

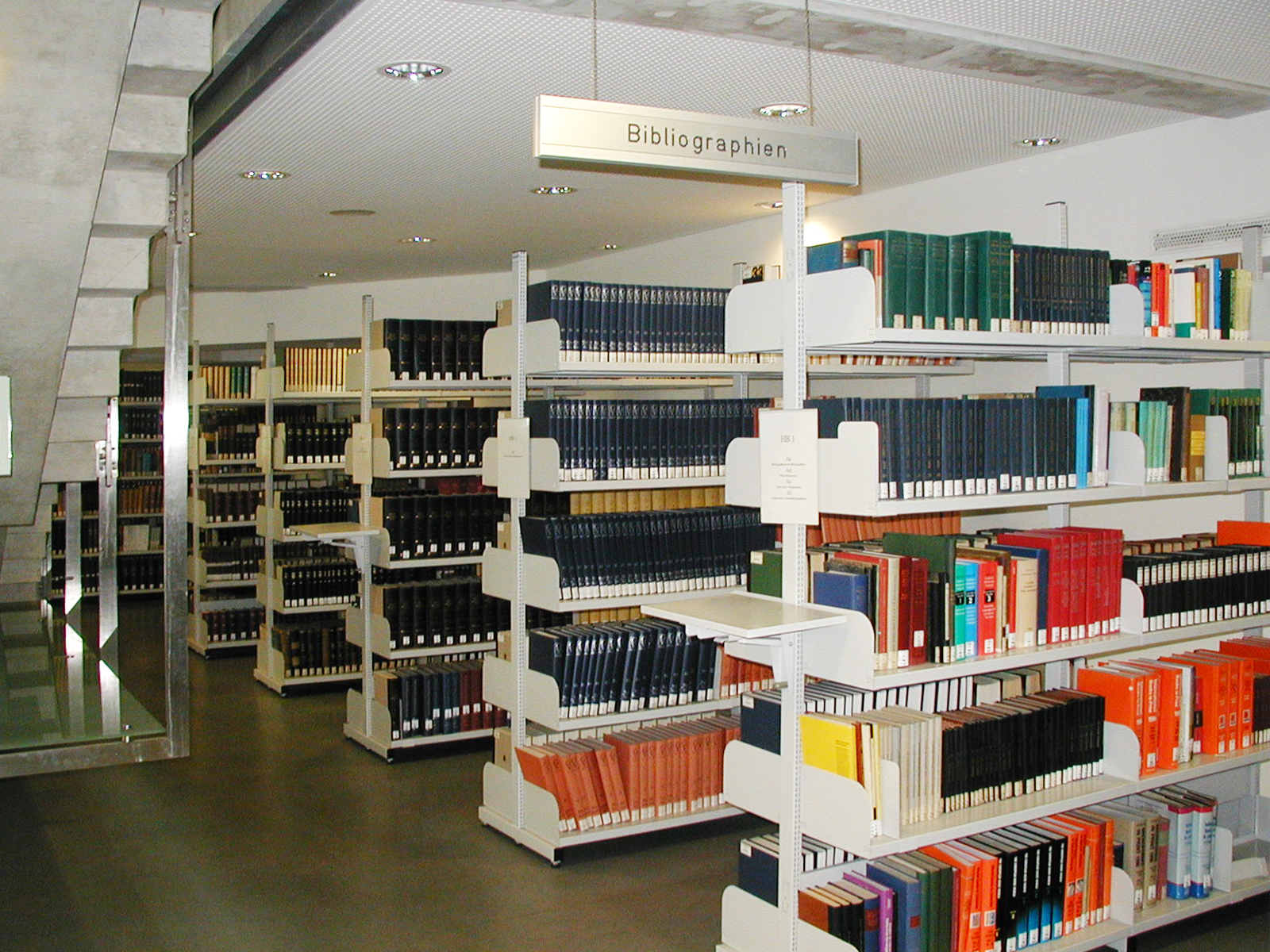
Bibliotek

Bibliografi är en förteckning över böcker enligt ett visst system, antingen syftande på en förteckning av en och samma författare eller rörande ett visst ämne. Exempel på det förra kan vara H. C. Andersens bibliografi, exempel på det senare Svensk sjöhistorisk bibliografi eller Litteratur om Linköping. 
Bibliografi är även namnet på den vetenskap som sysslar med forskning om böcker som föremål. Den som arbetar med detta kallas bibliograf.